# Roadhouse Blues
„Roadhouse Blues“ je blues-rocková píseň skupiny The Doors, která vyšla roku 1970 na albu Morrison Hotel. Tentýž rok však byla zařazena na B-stranu singlu „You Make Me Real“ a za nedlouho vydána jako samostatný singl. „Roadhouse Blues“ je jedna z nejznámějších skladeb skupiny a byla několikrát přezpívána.
V hudebním žebříčku Billboard se píseň roku 1969 dostala na 50. pozici.